# Titularbistum Maraguia
Maraguia ist ein Titularbistum der römisch-katholischen Kirche.
Es geht zurück auf ein ehemaliges Bistum in der antiken Stadt gleichen Namens in der römischen Provinz Byzacena bzw. Africa proconsularis in der Sahelregion von Tunesien.
| Titularbischöfe von Maraguiar |                           |                                               |                    |                    |
| Nr.                           | Name                      | Amt                                           | von                | bis                |
| 1                             | Joseph Anthony O’Sullivan | emeritierter Erzbischof von Kingston (Kanada) | 14. Dezember 1966  | 23. November 1970  |
| 2                             | Joseph Robert Crowley     | Weihbischof in Fort Wayne-South Bend (USA)    | 16. Juni 1971      | 4. Februar 2003    |
| 3                             | Ulrich Neymeyr            | Weihbischof in Mainz (Deutschland)            | 20. Februar 2003   | 19. September 2014 |
| 4                             | Moises Cuevas             | Weihbischof in Zamboanga (Philippinen)        | 19. März 2020      | 29. Juni 2023      |
| 5                             | Zenildo Lima da Silva     | Weihbischof in Manaus (Brasilien)             | 27. September 2023 |                    |